# جورج دبليو. كلارك (أستاذ جامعي)
جورج دبليو. كلارك (بالإنجليزية: George W. Clark) هو عالم فلك أمريكي، ولد في القرن العشرين.